# جويل ماتسون
جويل ماتسون (بالفنلندية: Joel Mattsson)‏ (17 مارس 1999 بماريهامن في فنلندا - ) هو لاعب كرة قدم فنلندي في مركز الوسط. لعب مع نادي ماريهامن.

## وصلات خارجية
- جويل ماتسون على موقع الاتحاد الأوربي (الإنجليزية)
- جويل ماتسون على موقع قاعدة بيانات كرة القدم.إي يو (الإنجليزية)
- جويل ماتسون على موقع Soccerway.com (الإنجليزية)
- جويل ماتسون على موقع عالم كرة القدم.نت (الإنجليزية)